# Жимолость раннецветущая
Жи́молость раннецвету́щая (лат. Lonicera praeflorens) — кустарник, вид рода Жимолость (Lonicera) семейства Жимолостные (Caprifoliaceae). Её отличительная особенность — раннее цветение, ещё до распускания листьев. Растёт на юге Приморского края, в Китае, Корее и Японии.

## Ботаническое описание
Листопадный маловетвистый кустарник (иногда небольшое деревце) высотой до 2,5 метров. Побеги тонкие, с корой серого цвета, растрескивающейся и отслаивающейся продольными полосками. Молодые побеги опушённые.
Листья широкоэллиптические или продолговато-яйцевидные, заострённые, длиной до 7 см, на коротких черешках. Листья и черешки опушённые.
Цветки ярко-розовые, ароматные, появляются в апреле до распускания листьев.
Плоды шаровидные, красного цвета с белым налётом, диаметром около 6 мм.

## Значение и применение
Ранневесенний медонос и пыльценос. Пчёлы хорошо посещают цветки. Продуктивность мёда 100 цветками — 12,2 мг сахара. Масса пыльников одного цветка 6,2—9,0, а пыльцепродуктивность 2,07—3,0 мг. Цветёт в мае в течение 10—12 дней. Цветок продуцирует 1—3 дня.